# دلبشان
دلبشان إحدى قرى مركز كفر الزيات التابع لمحافظة الغربية بجمهورية مصر العربية.

## التاريخ
قرية دلبشان من القرى القديمة، حيث وردت باسم «دلبسين» في أعمال جزيرة بني نصر ضمن قرى الروك الصلاحي التي أحصاها ابن مماتي في كتاب قوانين الدواوين، كما وردت باسم «دلمسين» في أعمال جزيرة بني نصر ضمن قرى الروك الناصري التي أحصاها ابن الجيعان في كتاب «التحفة السنية بأسماء البلاد المصرية».
وردت باسم «دلبشين» في التربيع العثماني الذي أجراه الوالي العثماني سليمان باشا الخادم في عصر السلطان العثماني سليمان القانوني ضمن قرى ولاية جزيرة بني نصر، وفي تاريخ 1228هـ/1813م الذي عدّ قرى مصر بعد المسح الذي قام به محمد علي باشا باسم «دلبشان». وردت القرية في تعداد عام 1882 باسم دلبنشان من توابع مركز تلا بمديرية المنوفية، ثم ذكرت في بيانات التعداد اللاحقة باسمها الحالي من توابع مركز كفر الزيات.

## السكان
بلغ عدد سكان دلبشان 15,554 نسمة حسب تقدير عام 2018.
| السنة  | 1882 | 1897 | 1907 | 1927 | 1947 | 1960 | 1976 | 1986 | 1996 | 2006  | 2018   |
| ------ | ---- | ---- | ---- | ---- | ---- | ---- | ---- | ---- | ---- | ----- | ------ |
| القرية | 1576 | 2602 | 3052 | 3184 | 3136 | 4368 | 6016 | 7741 | 8457 | 9,904 | 15,554 |